# Edward Berling
Edward Wilhelm Berling, född den 19 augusti 1813 i Lund, död där den 20 maj 1883, var en svensk biblioteksman. Han var son till Carl Fredrik Berling, bror till Carl Gustaf Berling och farbror till Christian Berling.
Berling blev filosofie magister vid Lunds universitet 1832 och docent i litteraturhistoria 1833. Han anställdes vid Lunds universitetsbibliotek 1831 och blev 1844 dess chef. Han var under 48 år Skånska nationens bibliotekarie och i 30 år förman för Akademiska föreningens bibliotek. Med utomordentlig plikttrogenhet förvaltade Berling under nästan 40 år sitt chefskap, och institutionen visade under hans ledning en stadig tillväxt. Berling deltog även med intresse i redigerandet av Lunds veckoblad 1834–1863 och författade flera lokalhistoriska publikationer, varibland främst märks boken Lund (1858, med tillägg 1868 och sammandragen omarbetning 1879). Han är begravd på Norra kyrkogården i Lund.